# 颱風韋恩 (1986年)
| 太平洋颱風季             |
| 主題頁 - 專題 - 編輯指南 |

颱風韋恩（國際編號：8614，臺灣編號：8612，中國大陸編號：8616，联合台风警报中心：13W，菲律賓大氣地球物理和天文管理局：Miding）為1986年太平洋颱風季第13個被命名的熱帶氣旋，是西北太平洋迄今第二長壽的熱帶氣旋，僅次於1972年超強颱風麗妲的25天紀錄。
韋恩活躍於南海北部及菲律賓海西部，生命期長達23天。在此期間，韋恩登陸臺灣二次，臺灣中央氣象局一共發布3次海上、陸上颱風警報，多達42次的警報單（每六小時一報）；其路徑錯綜複雜，甚至可拆開看成3個圓圈和1個數字「8」；更奇特的是，韋恩甚至曾一度在熱帶洋面上減弱為熱帶低氣壓，其後起死回生，再度發展成為颱風。綜合而言，韋恩是一個在各方面都相當與眾不同的熱帶氣旋。
在臺灣氣象史上，韋恩是中臺灣歷年來颱風，首例創下直接侵襲彰雲一帶的紀錄，因此造成當地繼1959年的八七水災之後最為慘重的災情。
由於其路徑詭譎，因此台灣中央氣象局也將之與1991年颱風耐特、2001年颱風納莉、2012年颱風天秤並列為台灣「侵台四大怪颱」之一。

## 氣象歷史
除特別註明外，此章節的時間均以協調世界時（UTC）為準；另除特別說明外，均使用聯合颱風警報中心之分級敘述；並使用JTWC、JMA、CWB分別簡稱聯合颱風警報中心、日本氣象廳及臺灣中央氣象局。
1986年7月下旬以後至8月間，位於西太平洋及南海的間熱帶輻合區十分活躍，造成熱帶擾動頻生，季風槽的位置介於北緯15至20度間，從越南中部向東延伸至威克島；而在季風槽以北，副熱帶高壓的狀態也十分良好。
當年8月15日，一個小型對流雲系向西穿越呂宋島進入南海，接下來的2到3天，此一擾動向西南移動，並逐漸增強；16日12時，增強為熱帶性低氣壓；而在16、17及18日的4時，JTWC也對其各發佈一次熱帶氣旋形成警告，提醒本區將有一熱帶氣旋生成。18日6時，JTWC將該低氣壓升格為熱帶風暴（相當於臺灣的輕度颱風，JMA、CWB則是於同日12時升格），並命名為韋恩，當日12時其中心位置位於北緯16.2度，東經116.2度。
接下來的2天，季風槽向北移動了約5個緯度的距離，韋恩也因此以每小時14公里的速度向西北方移動，並在這段時間逐漸增強，19日6時，JTWC將其升格為颱風（相當於臺灣的中度颱風，但CWB則是於同日12時升格為中度颱風），同時，中緯度位於長江口的低壓系統也開始發展，並向東移動橫越中國大陸至東海，此一低壓系統及其伴隨的冷鋒，自黃海延伸至中國大陸東南沿海，開始向東移動，韋恩受其影響轉而偏北行進；20日0時，路徑轉向東北，接近香港及華南沿海。
同日12時，韋恩中心位置在東沙島西北西方約260公里海面上，朝臺灣海峽南部加速而來，為此，CWB於12時50分發佈了海上颱風警報；由於冷鋒的牽引，韋恩也偏向東北東方向移動，20時10分，CWB更對臺中市及其以南地區、澎湖縣、金門縣等地發佈了陸上颱風警報。21日22時45分，韋恩在臺灣彰化縣、雲林縣交界的濁水溪口登陸，為首度於中臺灣登陸的颱風。
8月22日，韋恩穿越臺灣，於同日5時由花蓮縣附近出海，並因臺灣地形影響，於18時在日本石垣島及宮古島間海面減弱為熱帶風暴（輕度颱風），此時，牽引韋恩東移的冷鋒已減弱消失，副熱帶高壓則增強西伸，阻擋韋恩繼續東進，而位在東方的颱風薇拉已成為西太平洋菲律賓海一帶最有影響力的天氣系統，並且快速朝西北西移動，對韋恩產生牽制作用，導致韋恩在石垣島附近海面打轉。同時，在中國大陸山東半島附近的高壓，使得華南沿海中下層由東北而來的駛流明顯增強。24日，韋恩受其影響，快速地大轉彎向西南西移動，再度回撲南臺灣，0時10分及6時35分，CWB再度先後發佈海上、陸上颱風警報，同日14時，登陸臺灣臺東縣大武鄉，隨即穿越恆春半島（依據JTWC及JMA 的資料，韋恩此次並未登陸臺灣，而是穿過呂宋海峽）。
由於薇拉接近韋恩後造成的垂直風切變增強及沈降作用，削弱了韋恩的對流，再加上臺灣陸地的影響，使得韋恩進一步轉弱。25日6時，JTWC最後的警報發出，韋恩減弱為熱帶性低氣壓（CWB的資料認為24日18時就已減弱為熱帶性低氣壓）；但此熱帶低氣壓並未消散，仍持續向西南移動。
8月26日，韋恩的殘餘雲系抵達東沙島西南方海面時，颱風薇拉已抵達沖繩縣那霸市附近海面，由於薇拉的環流甚廣，26日12時，當薇拉北移之際，韋恩的殘餘雲系受薇拉的牽引，產生藤原效應，又造成其路徑180度轉向，第2次朝東北偏東移動，並再度增強。28日0時，JTWC再度發佈警報，將其升格為熱帶風暴（輕度颱風），韋恩「死而復生」，並尾隨薇拉緩慢偏北行進，第3度逼進臺灣。7時25分及13時45分，CWB因此也第3度先後發佈海上、陸上颱風警報。此時，韋恩向東北前進，再度穿越呂宋海峽。因環流接收薇拉北抬引進的西南氣流，30日12時，韋恩再度增強為颱風（中度颱風，但CWB是於31日0時升格為中度颱風）。
8月31日，因薇拉向北移動及減弱使得韋恩失去導引，以及東海附近的脊場重建等原因，韋恩朝東北方向行進的速度趨緩，由於先前於29日韋恩的東南偏東方海面又出現一個熱帶性低氣壓，並向韋恩靠近，造成韋恩到9月1日12時，再度於蘭嶼附近持續不規則運動及打轉。之後由於副熱帶高壓西伸及生成於呂宋島西方的另一熱帶性低氣壓向西移動，導引韋恩又一次大轉彎回頭朝西南方向移動，於9月2日第3度穿越呂宋海峽，並加快向西移動。當離開呂宋島附近後，因副熱帶高壓西伸並迅速增強，在高層有強盛的幅散，使得韋恩的中心風速也於4日0時增強至90kts（46公尺/秒），到達其強度的巔峰。
韋恩接下來持續西行，隨後再度掠過香港南方海面，通過海南島北部的瓊州海峽，穿越北部灣（東京灣），其後登陸越南北部，並受中南半島上的安南山脈破壞；JTWC最後警報於9月6日6時發出，韋恩此時再度減弱為熱帶性低氣壓。在穿越越南、寮國後，9月7日，該熱帶性低氣壓終於在移近緬甸北部之後，受高大的山脈破壞而消散。

## 影響

### 菲律賓
韋恩在菲律賓呂宋島造成19人死亡，數百人受傷。

### 英屬香港
- 當地評定巔峰強度分級：（HKO）
- 當地評定最大持續風速：150每小時（42每秒；81節）（十分鐘）
- 第一次接近時當地懸掛之最高熱帶氣旋警告信號： 八號東北烈風或暴風信號[8]
- 第二次接近時當地懸掛之最高熱帶氣旋警告信號： 一號戒備信號
- 第三次接近時當地懸掛之最高熱帶氣旋警告信號： 三號強風信號

天文台在8月19日早上11時30分懸掛一號戒備信號，當時韋恩集結於香港以南約530公里。隨着該颱風移近香港，天文台在8月20日早上11時正改掛三號強風信號，當時韋恩集結於香港之西南偏南約270公里。香港下午受清勁偏東風影響，黃昏時開始吹清勁至強風程度東北風。隨着韋恩繼續移近，天文台在晚上10時正改掛八號東北烈風或暴風信號。風力進一步增強，當時天文台預料晚間離岸海域及空曠地區會短暫吹烈風。韋恩午夜最接近香港，當時位於香港之東南約100公里，但是襲港期間風勢微弱，成為歷年其中一個風力偏弱的八號信號。天文台在8月21日凌晨2時正改掛三號強風信號，取代八號東北烈風或暴風信號。隨着韋恩移離，香港轉吹西北風，風力減弱。所有信號在清晨5時正除下，當時韋恩集結於香港之東南偏東約150公里。日間轉吹和緩偏西風。天文台總部在早上8時錄得最低瞬時海平面氣壓996.8百帕斯卡。
韋恩橫過台灣後返回南海，天文台在8月25日早上11時45分再次懸掛一號戒備信號，當時該熱帶風暴集結於香港之東南偏東約430公里。吹和緩至清勁北至東北風。隨着韋恩減弱並向西南偏西移離，香港在8月26日轉吹偏東風，風力減弱。所有信號在下午2時35分除下，當時韋恩集結於香港以南約390公里。
離開南海後，韋恩在巴士海峽仍然移動緩慢，並在8月31日增強成一颱風。它在9月1日開始向西南移動，在9月3日掠過呂宋北部後重新進入南海。天文台在9月4日凌晨1時30分第三度懸掛一號戒備信號，當時該颱風集結於香港之東南約560公里。隨着韋恩加速向西北移近香港，天文台在下午3時正改掛三號強風信號，當時韋恩集結於香港之東南偏南約340公里。香港吹清勁偏東風，黃昏時普遍吹強風。翌日早上風勢仍然強勁，離岸間中達烈風程度，並進一步轉吹東至東南風，風力比首次襲港時更為強烈。下午強風減退，所有信號在下午2時10分除下，當時韋恩正移向位於香港之西南偏西約520公里的北部灣。在第三次吹襲期間，韋恩在9月4日晚上8時左右最接近香港，當時位於香港以南約300公里。
8月19日天晴酷熱，早上有驟雨。韋恩的雨帶在8月20日初影響香港，日間和晚上有頻密驟雨，雨勢有時頗大及有狂風。經過天晴酷熱的一天後，8月21日黃昏時內陸有狂風雷暴發展，並向東南移動影響香港。8月22及23日早上再有狂風雷暴。8月24日天氣好轉，陽光充沛。8月25日轉為多雲，有幾陣驟雨。翌日再次轉為天晴酷熱。8月27日至9月2日天氣持續酷熱，其中8月27日的最高氣溫升至34.1度。期間天氣普遍晴朗，除了8月30及31日早上有驟雨，9月1日黃昏時有雷暴。
9月3日黃昏及9月4日初有更多雷暴。颱風韋恩第三次吹襲時，9月4日至5日有頻密狂風驟雨伴隨。9月6至7日持續間中有大驟雨，其中9月6日黃昏時有雷暴。9月8日天氣好轉，陽光充沛。

### 台灣
當地發佈之颱風警報：海上陸上颱風警報
| 彭佳嶼 · 23.4 m/s板橋 · －鞍部 · －竹子湖 · －淡水 · －基隆 · 17.6 m/s臺北 · 8.8 m/s新屋 · －新竹 · 8.7 m/s宜蘭 · 15.3 m/s蘇澳 · 16.8 m/s花蓮 · 3.8 m/s成功（新港） · 11.5 m/s臺東 · 10.1 m/s大武 · 7.8 m/s蘭嶼 · 30.5 m/s臺中 · 15.3 m/s梧棲 · 32 m/s日月潭 · －阿里山 · －嘉義 · 27.5 m/s玉山 · －臺南 · 17.2 m/s高雄 · 14.7 m/s恆春 · 7.8 m/s澎湖 · 29.8 m/s東吉島 · 49.1 m/s金門 · －馬祖 · － 中華民國交通部中央氣象署署屬氣象測站測得最大持續風力。圖例： · 無數據 · 測得5級風或以下 · 測得6至7級風 · 測得8至9級風 · 測得10至11級風 · 測得12至15級風 · 備註：東吉島氣象站測得自1962年建站以來最大持續風力紀錄，嘉義氣象站測得自1968年建站以來最大持續風力紀錄 | 彭佳嶼 · 32.7 m/s板橋 · －鞍部 · －竹子湖 · －淡水 · －基隆 · 28.6 m/s臺北 · 24 m/s新屋 · －新竹 · 18.1 m/s宜蘭 · 22.5 m/s蘇澳 · 28 m/s花蓮 · 7.9 m/s成功（新港） · 20.2 m/s臺東 · 21.5 m/s大武 · 18.4 m/s蘭嶼 · 40. m/s臺中 · 35.8 m/s梧棲 · 45.9 m/s日月潭 · －阿里山 · －嘉義 · 42.7 m/s玉山 · －臺南 · 27.9 m/s高雄 · 28 m/s恆春 · 15.6 m/s澎湖 · 68 m/s東吉島 · 63 m/s金門 · －馬祖 · － 中華民國交通部中央氣象署署屬氣象測站測得最大陣風。圖例： · 無數據 · 測得5級風或以下 · 測得6至7級風 · 測得8至9級風 · 測得10至11級風 · 測得12至15級風 · 測得16級風或以上 · 備註：澎湖氣象站測得自1949年以來最大陣風紀錄，嘉義氣象站測得自1968年建站以來最大陣風紀錄 |

韋恩創造了許多臺灣氣象史上的紀錄，而因其詭譎多變的路徑被臺灣媒體形容為「一個颱風，二次登陸，三次警報，四次轉向」；並與1991年的耐特、2001年的納莉、2012年的天秤被中央氣象局並稱為「臺灣颱風史上的四大怪颱」。
韋恩在臺灣創造的紀錄列舉如下：
| 氣象測站 | 持續風力                | 持續風力          | 持續風力   | 持續風力   | 陣風                      | 陣風              | 陣風       | 陣風       | 備註                                                                                   |
| 氣象測站 | 發生時間                | 風暴名稱          | 風速 (m/s) | 蒲福氏風級 | 發生時間                  | 風暴名稱          | 風速 (m/s) | 蒲福氏風級 | 備註                                                                                   |
| -------- | ----------------------- | ----------------- | ---------- | ---------- | ------------------------- | ----------------- | ---------- | ---------- | -------------------------------------------------------------------------------------- |
| 臺北     | 1962年8月               | 歐珀 (Opal)       | 33         | 12級       | 1962年8月                 | 歐珀 (Opal)       | 49.1       | 15級       |                                                                                        |
| 澎湖     | 1949年9月               | 尼利 (Nelly)      | 37         | 13級       | 1986年8月                 | 韋恩 (Wayne)      | 68         | >17級      |                                                                                        |
| 恆春     | 1953年8月               | 莉泰 (Rita)       | 36         | 12級       | 2016年9月                 | 莫蘭蒂 (Meranti)  | 52.2       | 16級       |                                                                                        |
| 臺中     | 1969年9月               | 艾爾西 (Elsie)    | 21.7       | 9級        | 1969年9月                 | 艾爾西 (Elsie)    | 39         | 13級       |                                                                                        |
| 臺南     | 1952年11月              | 貝絲 (Bess)       | 31         | 11級       | 1987年9月                 | 傑魯得 (Gerald)   | 45.6       | 14級       |                                                                                        |
| 臺東     | 1965年6月               | 黛納 (Dinah)      | 43         | 14級       | 2016年7月8日上午4時36分   | 尼伯特 (Nepartak) | 57.2       | 17級       | 自1901年建站以來最大陣風紀錄                                                           |
| 花蓮     | 2005年10月2日上午5時8分 | 龍王 (Longwang)   | 45.2       | 14級       | 2005年10月2日上午5時12分  | 龍王 (Longwang)   | 64.9       | >17級      | 自1948年有觀測紀錄以來最大持續風力及最大陣風                                           |
| 高雄     | 1962年10月              | 黛納 (Dinah)      | 35.3       | 12級       | 1977年7月24日             | 賽洛瑪 (Thelma)   | 53         | 16級       | 此測站為屬署高雄氣象站，並非代表全高雄的測站，因此高雄測站測得最大陣風仍為賽洛瑪颱風。 |
| 鞍部     | 1971年7月               | 娜定 (Nadine)     | 43         | 14級       | 2015年9月28日下午5時23分  | 杜鵑 (Dujuan)     | 54.5       | 16級       | 自1937年建站以來最大陣風紀錄                                                           |
| 竹子湖   | 1977年7月               | 薇拉 (Vera)       | 42         | 14級       | 1985年8月                 | 尼爾森 (Nelson)   | 66         | >17級      |                                                                                        |
| 阿里山   | 1952年11月              | 貝絲 (Bess)       | 27.5       | 9級        | 2006年7月25日上午0時31分  | 凱米 (Kaemi)      | 38.1       | 13級       |                                                                                        |
| 日月潭   | 1956年9月               | 黛納 (Dinah)      | 25         | 10級       | 1986年8月                 | 韋恩 (Wayne)      | 54         | 16級       |                                                                                        |
| 玉山     | 1971年7月               | 娜定 (Nadine)     | 40         | 13級       | 2006年7月25日上午1時15分  | 凱米 (Kaemi)      | 51.5       | 16級       |                                                                                        |
| 彭佳嶼   | 1966年9月               | 寇拉 (Cora)       | 62.7       | >17級      | 1966年9月                 | 寇拉 (Cora)       | 80         | >17級      |                                                                                        |
| 宜蘭     | 1962年8月               | 歐珀 (Opal)       | 50.7       | 15級       | 1962年8月                 | 歐珀 (Opal)       | 66         | >17級      |                                                                                        |
| 新竹     | 1961年9月               | 波密拉 (Pamela)   | 33.4       | 12級       | 1961年9月                 | 波密拉 (Pamela)   | 42.7       | 14級       | 1991年遷至竹北現址                                                                     |
| 大武     | 1962年10月              | 黛納 (Dinah)      | 31.3       | 11級       | 2012年8月24日上午4時19分  | 天秤 (Tembin)     | 59.1       | 17級       |                                                                                        |
| 成功     | 2000年8月22下午10時47分 | 碧利斯 (Bilis)    | 52.3       | 16級       | 2000年8月22日下午10時41分 | 碧利斯 (Bilis)    | 78.4       | >17級      |                                                                                        |
| 蘭嶼     | 1961年5月               | 貝蒂 (Betty)      | 74.7       | >17級      | 2023年10月                | 小犬 (Koinu)      | 95.2       | >17級      |                                                                                        |
| 淡水     | 1961年9月               | 波密拉 (Pamela)   | 36.7       | 12級       | 1971年7月                 | 娜定 (Nadine)     | 46.9       | 15級       |                                                                                        |
| 基隆     | 1959年8月               | 瓊安 (Joan)       | 43         | 14級       | 1971年9月                 | 貝絲 (Bess)       | 67         | >17級      |                                                                                        |
| 東吉島   | 1986年8月               | 韋恩 (Wayne)      | 49.1       | 15級       | 1987年9月                 | 傑魯得 (Gerald)   | 70         | >17級      | 1962年建站                                                                             |
| 嘉義     | 1986年8月               | 韋恩 (Wayne)      | 27.5       | 10級       | 1986年8月                 | 韋恩 (Wayne)      | 42.7       | 14級       | 1968年建站                                                                             |
| 梧棲     | 1986年9月               | 艾貝 (Abby)       | 33         | 12級       | 2016年9月27日             | 梅姬 (Megi)       | 57.2       | 17級       | 1976年建站                                                                             |
| 蘇澳     | 1994年9月               | 葛拉絲 (Gladys)   | 40.2       | 13級       | 1994年9月                 | 葛拉絲 (Gladys)   | 68.6       | >17級      | 1981年建站                                                                             |
| 板橋     | 2015年8月8日上午3時23分 | 蘇迪勒 (Soudelor) | 19         | 8級        | 2015年8月8日上午3時19分   | 蘇迪勒 (Soudelor) | 36.7       | 12級       | 2002年建站                                                                             |
| 馬祖     | 2005年9月1日上午10時9分 | 泰利 (Talim)      | 24         | 9級        | 2015年8月8日下午2時16分   | 蘇迪勒 (Soudelor) | 48.9       | 15級       | 2003年建站                                                                             |
| 金門     | 2016年9月15日凌晨3時4分 | 莫蘭蒂 (Meranti)  | 42.2       | 14級       | 2016年9月15日凌晨2時57分  | 莫蘭蒂 (Meranti)  | 61.7       | >17級      | 2004年建站                                                                             |
| 新屋     | 2015年8月8日上午5時6分  | 蘇迪勒 (Soudelor) | 29.7       | 11級       | 2015年8月8日上午5時3分    | 蘇迪勒 (Soudelor) | 47         | 15級       | 2013年建站                                                                             |
| 田中     | 2024年7月25日下午6時分  | 凱米 (Gaemi)      | 9.6        | 5級        | 2024年7月25日下午6時26分  | 凱米 (Gaemi)      | 23.7       | 9級        | 2020年建站                                                                             |
| 新北     | 2023年8月4日上午1時分   | 康芮(Kong-rey)    | 13.3       | 6級        | 2023年8月4日上午1時48分   | 康芮(Kong-rey)    | 34.7       | 12級       | 2023年建站                                                                             |

- 第1個從臺灣西岸中部登陸的颱風[25]。
- 中央氣象局各發佈3次海上、陸上颱風警報[6]。
- 2度登陸臺灣[26]。
- 侵襲臺灣的颱風中生命期最久；根據JTWC的觀測，為20天；而根據中央氣象局的觀測，並且扣除中間減弱為熱帶性低氣壓的時間，共計16天[27]。
- 發佈最多颱風警報警報單，42報（相當於改制後的81報）；其後在中央氣象局將颱風警報單改制為每3小時發佈一報後，分別被1999年丹恩、2001年納莉的64報打破，2008年辛樂克的43報、2012年天秤的54報亦曾超越這個紀錄，然而韋恩仍保持舊制每6小時發佈一報時期之紀錄[6]。
- 31,532間房屋半倒，全倒加半倒共計38,156間房屋[3]。
- 在澎湖刷新瞬間最大陣風的紀錄。

韋恩為臺灣帶來極強的風勢。由於韋恩第一次侵台是從臺灣西部登陸，在欠缺中央山脈阻擋的因素下，臺灣西部各地出現了強大的陣風，例如澎湖的瞬間最大陣風每秒68公尺（超過17級風）就打破了設氣象站89年以來的紀錄。台中氣象站測得每秒35.8公尺，相當於12級風之瞬間風速，僅次於1969年艾爾西颱風所創下的最大風速紀錄。梧棲測站則測出每秒45.9公尺，相當於14級風之瞬間最大風速。日月潭測站所測得之瞬間最大風速高達每秒54公尺，相當於16級風。嘉義測站所測得之瞬間風速亦達每秒42.7公尺，相當於14級風，創下嘉義氣象站最大風速紀錄。而彰化、雲林受災嚴重的兩縣雖然沒有測風紀錄，但估計其瞬間風速在每秒50公尺以上，相當於15級風以上。降水方面，韋恩第1次侵台，豪雨出現在阿里山山區、石門水庫上游及大屯山鞍部一帶，東部地區降水量不多；第2次侵台時，雨量主要則在東部及北部；第3次侵台時，臺灣僅受外圍環流影響，只有高雄有少量雨勢。此外，在韋恩第1次侵台時，台東曾出現焚風。
韋恩第一次侵台由臺灣西部登陸，由於無中央山脈屏障，造成臺灣西南部陸地嚴重受創，是中臺灣自1959年八七水災後最慘重的災情。以下為韋恩在臺灣造成災情的摘要：

#### 農漁
包括漁具、漁船、養殖漁業及漁業公共設施，漁業損失共計新台幣39億8,920萬元。而農作物損失則達新台幣51億5,247萬元。

#### 交通
鐵路部分，縱貫線海線自通霄至新營、山線自苗栗至新營一度中斷停開；北迴線觀音至漢本間有隧道發生山崩；集集線部分路基沖失；阿里山森林鐵路因多處坍方而中斷。
公路部分，南橫、蘇花公路各有多處坍方；國道一號員林至西螺段因車輛62輛被吹翻，致該路段車輛只能改道行駛。
高雄港、台中港各有船舶擱淺；馬公港則有6艘船舶沈沒。

#### 電力及電信
台中至嘉義間各地以及澎湖縣電力、電信受損情形均十分嚴重。
總計韋恩在臺灣共造成68人死亡，19人失蹤，442人受傷，6,624間房屋全倒，31,532間房屋半倒。估計損失金額超過新台幣200億元。

### 越南
韋恩造成越南數十人死亡，數百人受傷的災情。

## 熱帶氣旋警告使用紀錄

### 台灣
| 交通部中央氣象局 颱風警報 | 交通部中央氣象局 颱風警報 | 交通部中央氣象局 颱風警報                       |
| ------------------------- | ------------------------- | ----------------------------------------------- |
| 上一熱帶氣旋              | 海上颱風警報              | 下一熱帶氣旋                                    |
| 輕度颱風莎拉              | 海上颱風警報              | 中度颱風薇拉（8月25日） 中度颱風亞伯（9月16日） |
| 強烈颱風佩姬              | 陸上颱風警報              | 中度颱風薇拉（8月25日） 中度颱風亞伯（9月17日） |

### 英屬香港
| 皇家香港天文台 熱帶氣旋警告信號 | 皇家香港天文台 熱帶氣旋警告信號 | 皇家香港天文台 熱帶氣旋警告信號 |
| ------------------------------- | ------------------------------- | ------------------------------- |
| 上一熱帶氣旋                    | 一號戒備信號                    | 下一熱帶氣旋                    |
| 熱帶低氣壓                      | 一號戒備信號                    | 強颱風愛倫                      |
| 熱帶低氣壓                      | 三號強風信號                    | 強颱風愛倫                      |
| 強烈熱帶風暴雲茵                | 八號東北烈風或暴風信號          | 颱風布倫達                      |
| 超強颱風蓓姬                    | 八號烈風或暴風信號              | 颱風布倫達                      |